# Goods Island
Goods Island är en ö i Australien. Den ligger i delstaten Queensland, omkring 2 200 kilometer nordväst om delstatshuvudstaden Brisbane. Arean är 2,4 kvadratkilometer. Den sträcker sig 1,9 kilometer i nord-sydlig riktning, och 2,9 kilometer i öst-västlig riktning.
Savannklimat råder i trakten. Genomsnittlig årsnederbörd är 1 554 millimeter. Den regnigaste månaden är mars, med i genomsnitt 454 mm nederbörd, och den torraste är augusti, med 2 mm nederbörd.